# Euphorbia melitensis
Euphorbia melitensis är en törelväxtart som beskrevs av Filippo Parlatore. Euphorbia melitensis ingår i släktet törlar, och familjen törelväxter.
Artens utbredningsområde är Malta. Inga underarter finns listade i Catalogue of Life.

## Bildgalleri

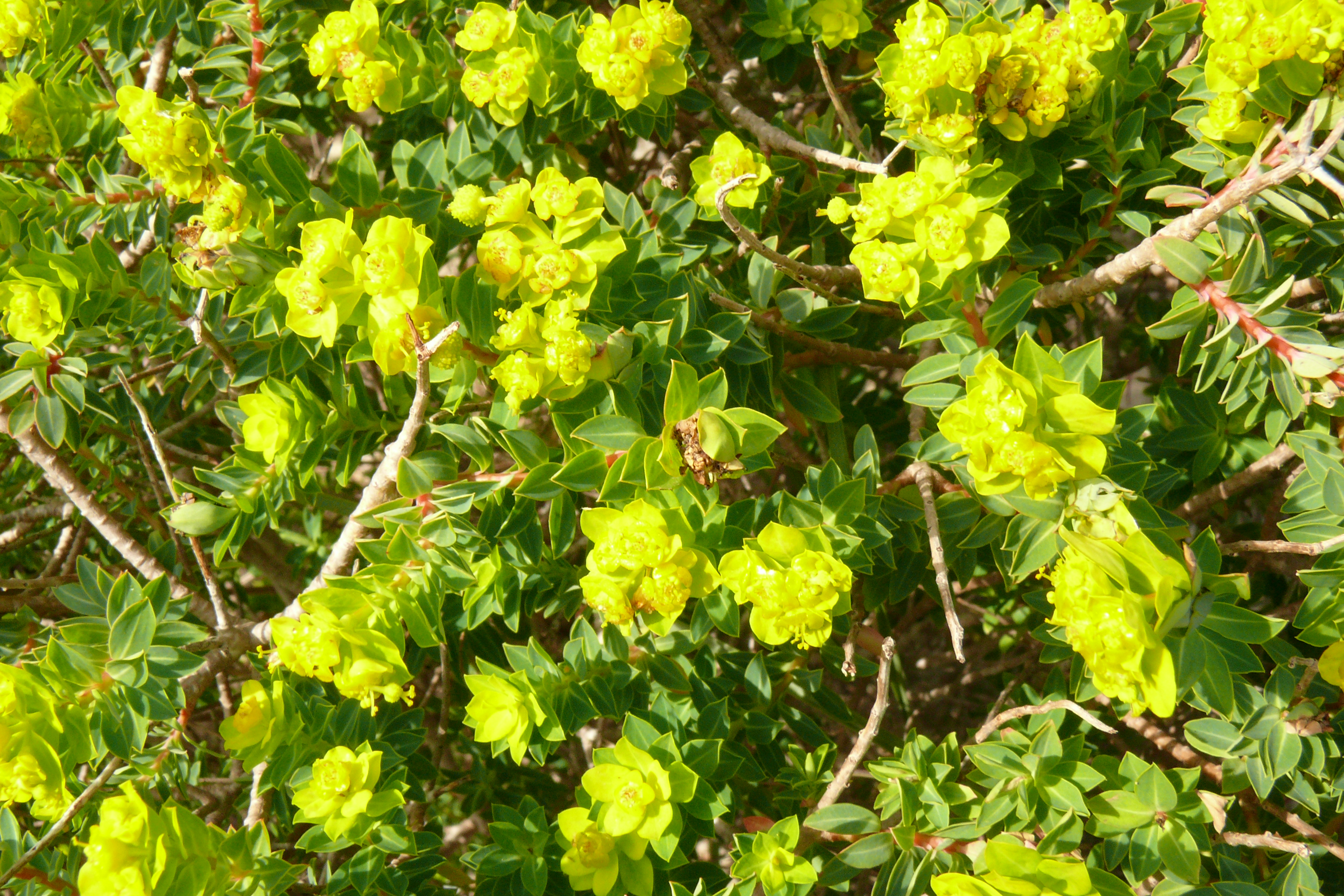
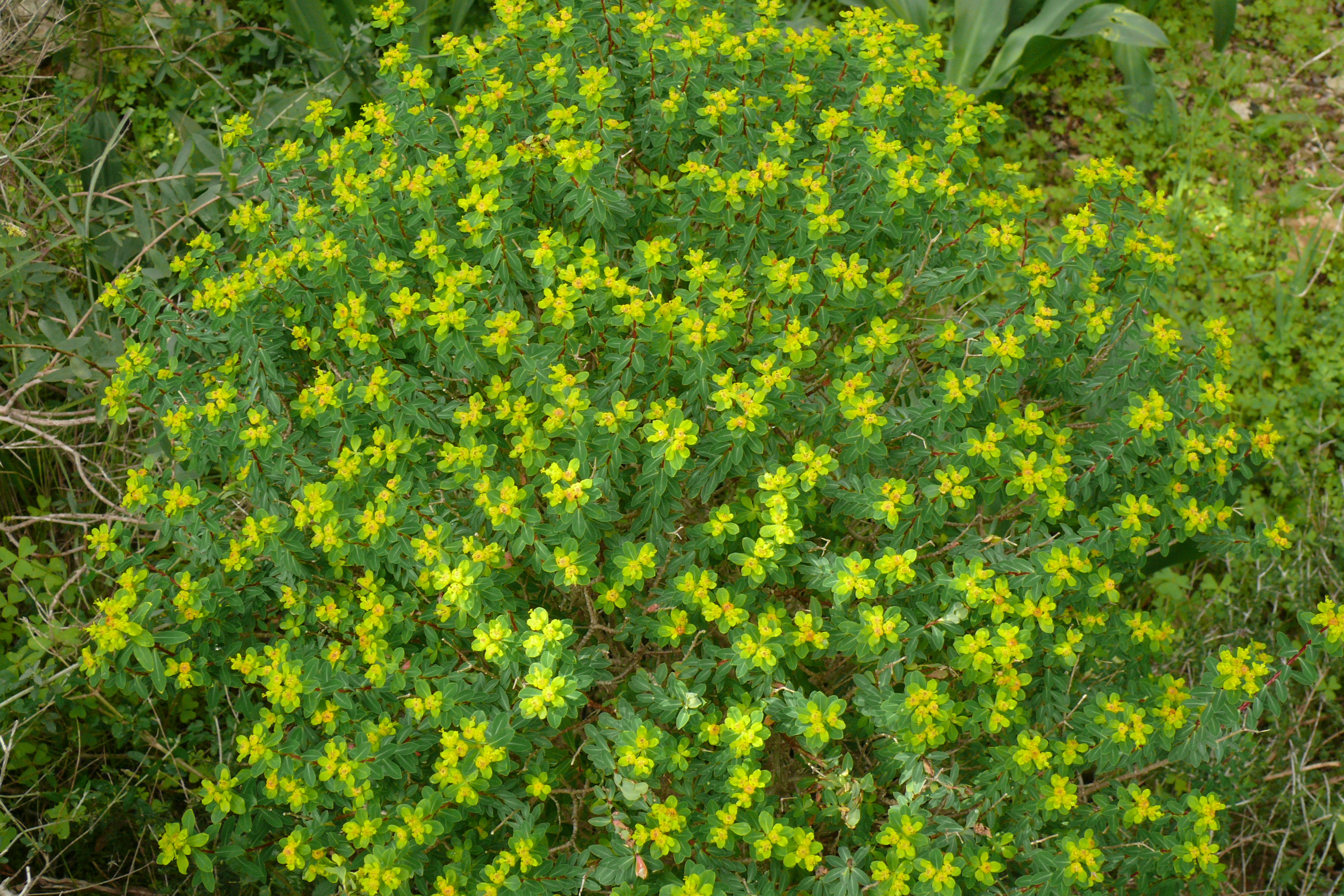
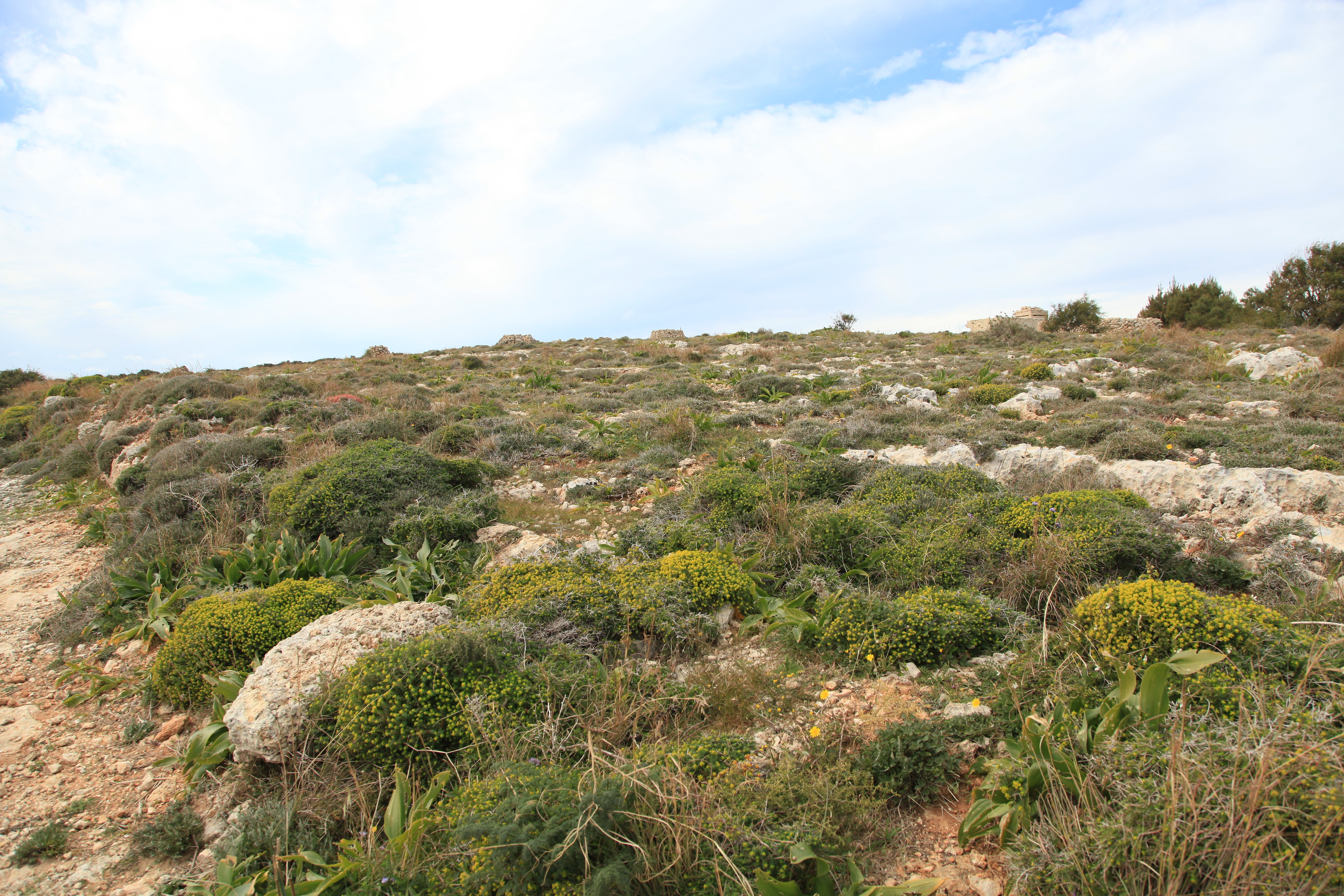
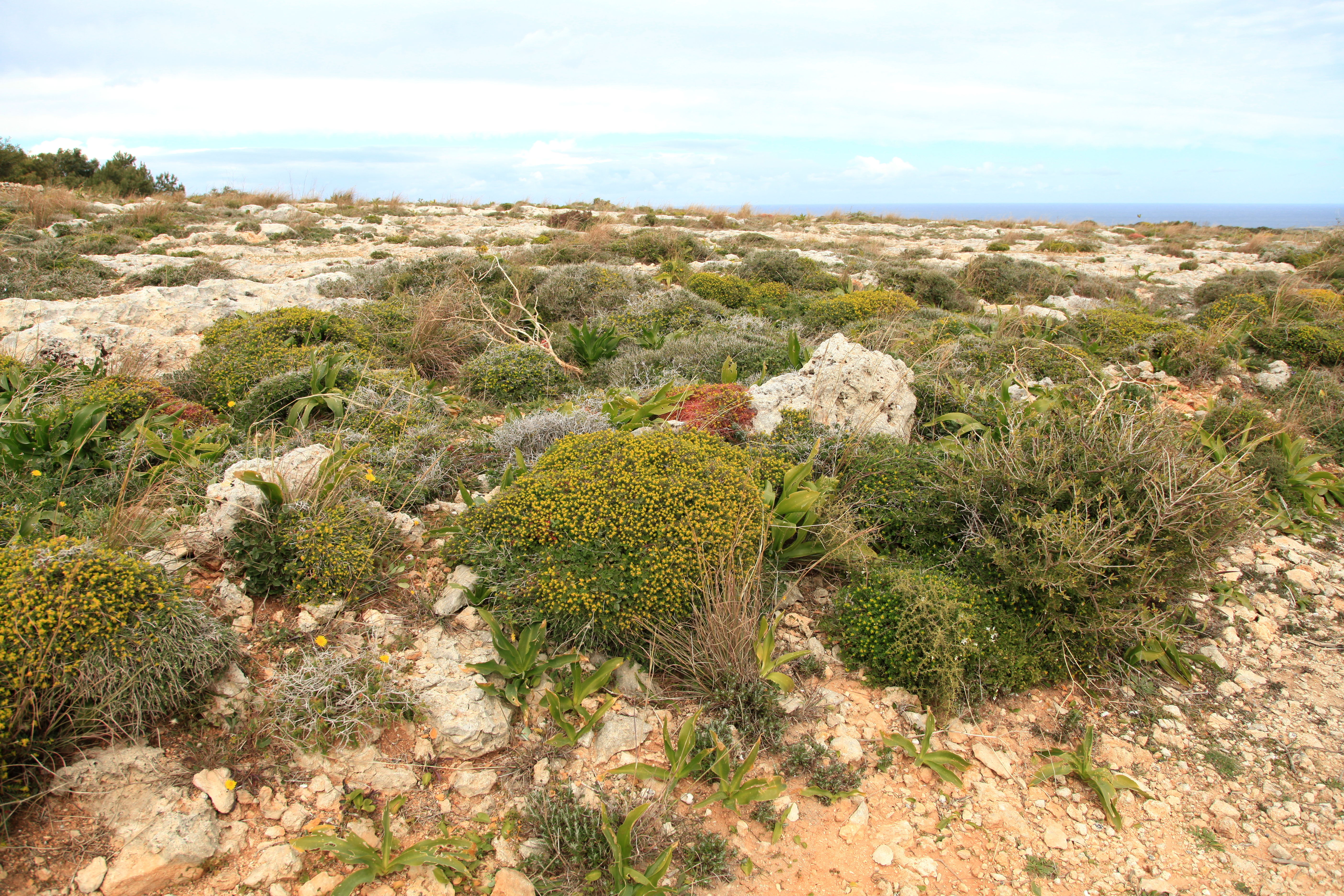
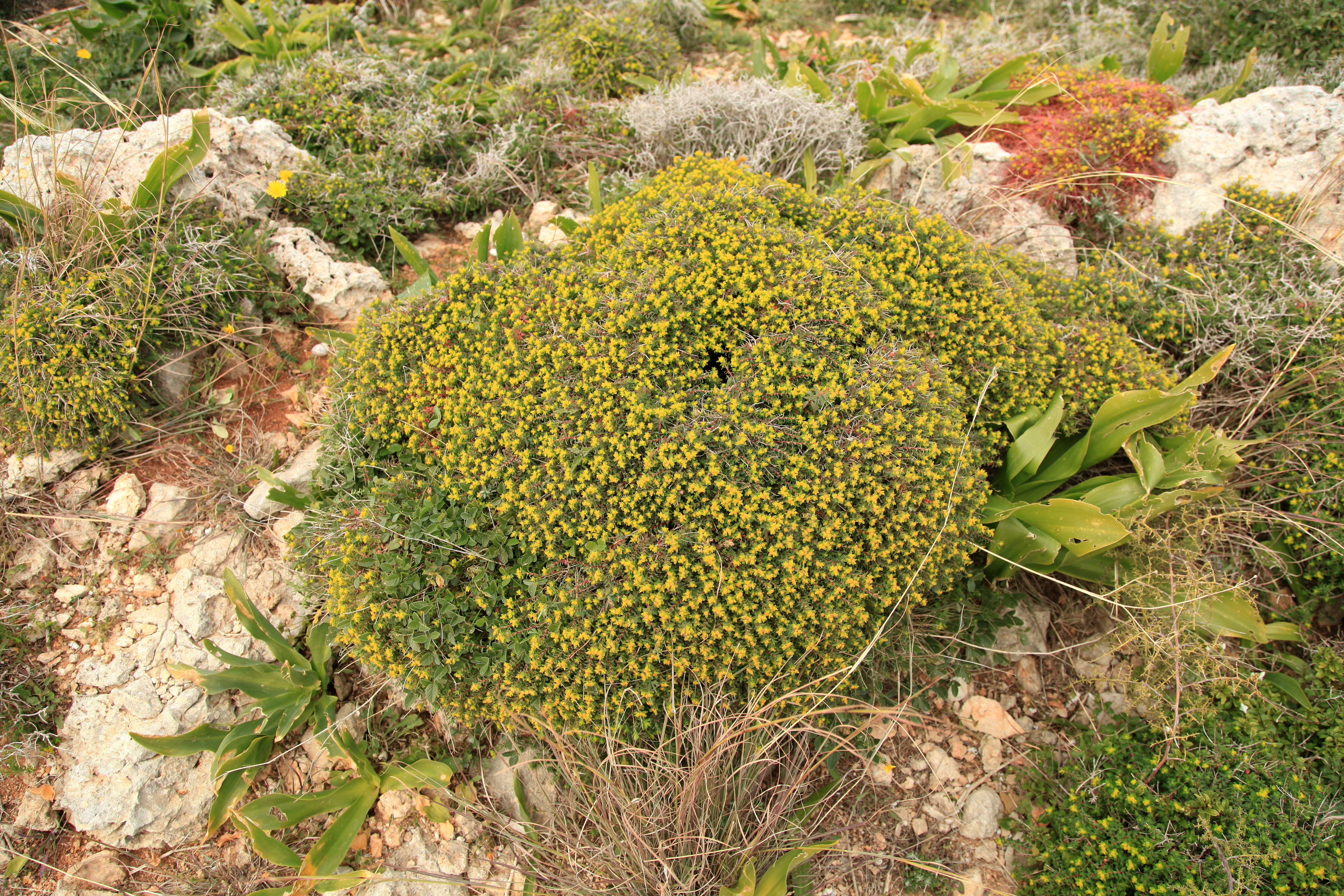